# Black Rock Studio
Black Rock Studio était un studio de développement de jeux vidéo basé à Brighton au Royaume-Uni, créé par Tony Beckwith en 1998 sous le nom Pixel Planet.
Le studio a été racheté en 1999 par Climax Group et renommé Climax Brighton. En 2004, il a été renommé Climax Racing.
Le 28 septembre 2006, le studio a été racheté par Buena Vista Games renommé par la suite Disney Interactive Studios. Le 6 juillet 2007, le studio Climax prend le nom de Black Rock Studio, nom provenant du district Black Rock de Brighton.
Le 5 mai 2011, Disney confirme la suppression de 100 postes au sein de Black Rock Studio.
Le  1er juillet 2011, Disney Interactive Studios décide de fermer définitivement le studio afin de se concentrer sur ses projets plus grand public et ses principales franchises.

## Jeux développés

### Développés en tant que "Climax Brighton"
| Titre                                | Plates-formes                    | Date de sortie |
| ------------------------------------ | -------------------------------- | -------------- |
| Gumball 3000                         | PlayStation 2                    | 2002           |
| MotoGP                               | Windows, Xbox                    | 2002           |
| Rally Fusion: Race of Champions      | GameCube, PlayStation 2, Xbox    | 2002           |
| ATV Quad Power Racing 2              | GameCube, PlayStation 2, Xbox    | 2003           |
| MotoGP: Ultimate Racing Technology 2 | Windows, Xbox                    | 2003           |
| Braquage à l'italienne               | GameCube, PlayStation 2, Xbox    | 2003           |
| Hot Wheels World Race                | GameCube, PlayStation 2, Windows | 2003           |

### Développés en tant que "Climax Racing"
| Titre                                | Plates-formes                    | Date de sortie |
| ------------------------------------ | -------------------------------- | -------------- |
| ATV Offroad Fury 3                   | PlayStation 2                    | 2004           |
| Hot Wheels: Stunt Track Challenge    | GameCube, PlayStation 2, Windows | 2004           |
| ATV Offroad Fury: Blazin' Trails     | PlayStation Portable             | 2005           |
| MotoGP 3: Ultimate Racing Technology | Windows, Xbox                    | 2005           |
| MotoGP '06                           | Xbox 360                         | 2006           |
| ATV Offroad Fury Pro                 | PlayStation Portable             | 2006           |
| ATV Offroad Fury 4                   | PlayStation 2                    | 2006           |
| MotoGP '07                           | Windows, Xbox 360                | 2007           |

### Développés en tant que "Black Rock Studio"
| Titre                 | Plates-formes                    | Date de sortie |
| --------------------- | -------------------------------- | -------------- |
| Pure                  | PlayStation 3, Windows, Xbox 360 | 2008           |
| Split/Second Velocity | PlayStation 3, Windows, Xbox 360 | 2010           |